# 사합점
사합점(四合点)이란 네 나라의 국경이 만나는 지점을 가리킨다. 중립 모레스네는 사합점으로 국경을 접하고 있었다.

## 현대

보츠와나 잠비아 짐바브웨 나미비아의 국경

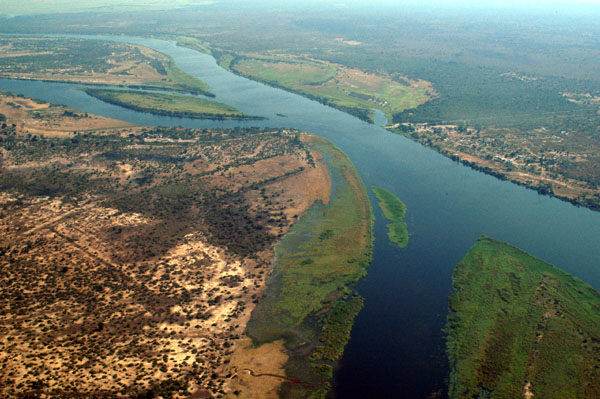
나미비아, 잠비아, 짐바브웨, 보츠와나가 만나는 잠베지 강의 국경이다.

몇몇 오래된 문헌은 나미비아, 잠비아, 짐바브웨, 보츠와나가 접하는 지역을 사합점으로 언급한다. 오늘날에는 100m쯤 떨어진 두 개의 삼합점으로 본다.
1970년대 당시에 현재의 나미비아를 지배하고 있던 남아프리카 공화국은 이 국경이 사합점이라고 주장하여 보츠와나와 잠비아를 오가는 연락선이 불법이라고 주장하였다.

## 목록

### 미국
- 포 코너스 : 남서쪽부터 시계 순으로 뉴멕시코주, 애리조나주, 유타주, 콜로라도주가 만나는 지점이다.

### 대한민국
- 창원시 용지사거리 : 시계방향순으로 서쪽부터 창원시 의창구 팔룡동, 성산구 반송동, 의창구 용지동, 중앙동이 자리하고 있다.
- 강원도 철원군 : 남쪽부터 시계순으로 갈말읍 본토, 동송읍, 갈말읍 정연리, 김화읍이 자리한 사합점이 존재한다.
- 서울특별시 구로디지털단지역 인근 : 북서쪽부터 시계순으로 영등포구, 동작구, 관악구, 구로구 순이다.
- 서울특별시 청계천 황학교 인근 : 난계로 (서울)와 청계천의 교차점에서, 북서쪽부터 시계순으로 종로구, 동대문구, 성동구, 중구 순으로 만난다. 엄밀하게는 중구와 동대문구가 점이 아닌 경계로 접하고 있지만 도로 한가운데이기 때문에 청계천에 들어가서 발을 담그고 도보로 건너가는 것이 아닌 한 중구에서 동대문구로 다른 구를 거치지 않고 갈 수 없다.
- 대구광역시 내당네거리 : 시계방향으로 동쪽부터 중구 남산4동, 남구 대명3동, 달서구 두류1·2동, 서구 내당2·3동이 만난다.
- 한반도 군사분계선의 한 지점 : 시계방향으로 조선민주주의인민공화국의 김화군과 금강군,대한민국의 양구군과 철원군 (남)이 만난다. 해방 당시 김화군-양구군 경계와 한반도 군사분계선이 교차하는 점이다.

## 같이 보기
- 삼합점